# جاكسون ماك لو
جاكسون ماك لو (بالإنجليزية: Jackson Mac Low)‏ هو أستاذ جامعي وشاعر أمريكي، ولد في 12 سبتمبر 1922 في شيكاغو في الولايات المتحدة، وتوفي في 8 ديسمبر 2004 في نيويورك في الولايات المتحدة.

## وصلات خارجية
- جاكسون ماك لو على موقع IMDb (الإنجليزية)
- جاكسون ماك لو على موقع الموسوعة البريطانية (الإنجليزية)
- جاكسون ماك لو على موقع ميوزك برينز (الإنجليزية)
- جاكسون ماك لو على موقع ديسكوغز (الإنجليزية)